# Аустерлицкий виадук
Аустерлицкий виадук (фр. viaduc d'Austerlitz) — стальной арочный метромост через Сену в Париже. Предназначен исключительно для поездов 5-й линии Парижского метрополитена. Соединяет станцию Гар д’Остерлиц на левом берегу реки со станцией Ке-де-ля-Рапе на правом.

## История
Чтобы не мешать проходу судов по Сене, было решено не делать опору арочного моста посредине реки. Для этого инженер Луи Бьетт при помощи Фюльжанса Бьенвеню разработал проект однопролётного арочного моста.
Мост имеет длину 140 метров, что стало рекордом для Парижа того времени. В наши дни только один мост в городе превосходит Аустерлицкий виадук — мост Шарля де Голля.